# Afroestricus vittatus
Afroestricus vittatus là một loài ruồi trong họ Asilidae. Afroestricus vittatus được Curran miêu tả năm 1927.